# Open Season (Band)
Open Season ist eine Urban-Reggae-Band aus Bern (Schweiz), die 2000 gegründet wurde.

## Geschichte
2001 trat die Band erstmals unter dem heutigen Namen auf, im Jahr 2000 schlossen sich einige der Musiker unter dem Namen "Nestor" zusammen. Inzwischen kann die Gruppe auf über 500 Konzerte im In- und Ausland zurückblicken. Höhepunkte dabei waren Auftritte auf den Hauptbühnen der Schweizer Open-Air-Musikfestivals Gurten (Festivaleröffnung 2003 und 2005, Auftritt 2010), St. Gallen (2004) und Gampel (2005 und 2014).
Die Band veröffentlichte nach einer Single (Rocksteady Fever, 2002) und einem Studioalbum (Each Day, 2003) ein Live-Album (Open Season Live!, 2004), welches in limitierter Auflage erschien. 2005 folgte das zweite Studioalbum Hot And Fire. Mit der Single Step By Step folgten im März 2006 zwei neue Songs der Band. Als Vorab-Single des 2008 erschienenen Albums Here We Go erschien am 2. November 2007 I Lost My Phone. Mit Get Ready - Pure Vintage Scorchers (2009) veröffentlichte Open Season ein weiteres limitiertes Album, das sich ganz am Ska und Rocksteady der 60er-Jahre orientierte. Nach dem Release der Single Hey Darling veröffentlichte die Band im Oktober 2010 das Studio-Album Louder! (produziert in den Dala Studios von Admiral James T.), welches einen Bogen von Old School- zu moderneren Elementen spannt. 2013 und 2014 erschienen die beiden Vorab-Singles Beyond My Wildest Dreams (nur als Download) und All Eyes on You (auch physisch). Im November des gleichen Jahres erschien die bislang letzte Album-Produktion Boombay mit vielfältigen Einflüssen wie z. B. Reggae, indischer Musik, Dancehall und Dub.
Musikalisch orientierte sich die Band lange Zeit im Wesentlichen am frühen jamaikanischen Ska, Rocksteady und Reggae der 60er-Jahre. Mit dem Album Hot and Fire wurden auch elektronische Musikeffekte und Scratching beigezogen. Spätestens seit Here We Go ist die Musik der Band moderner und stilistisch offener geworden. Auf dem Album Boombay fliessen das erste Mal auch indische Elemente in den Band-Sound ein. Mit Come closer. Sweet Lovers Rock veröffentlichte die Band ein Album mit fünf Tracks und eine Hommage an den Lovers Rock.

## Diskografie

### Alben
- 2003: Each Day (Leech Records)
- 2004: Live (Leech Records)
- 2005: Hot and Fire (Leech Records)
- 2006: Japanese Special Edition (Diskunion Records)
- 2008: Here We Go (Leech Records)
- 2009: Get Ready - Pure Vintage Scorchers (Leech Records)
- 2010: Louder! (Leech Records)
- 2014: Boombay
- 2016: Party Squad
- 2020: Rocksteady
- 2021: Come closer. Sweet Lovers Rock

### Singles
- 2002: Rocksteady Fever (Leech Records)
- 2006: Step by Step (Leech Records)
- 2007: I Lost My Phone (Leech Records)
- 2010: Hey Darling (Leech Records)
- 2014: All Eyes on You